# József Gera
József Gera (Makó, 24 ottobre 1896 – Budapest, 12 marzo 1946) è stato un politico e medico ungherese del Partito delle Croci Frecciate.

## Biografia
Ha combattuto nella prima guerra mondiale, durante la quale ha ricevuto delle onorificenze. Dopo la guerra ha esercitato la professione di pediatra a Makó. Era membro del Partito delle Croci Frecciate - Movimento Ungherese dal 1939. Dal 1944 fu responsabile dell'organizzazione del partito. Gera fu eletto membro del Consiglio Reggente, in sostituzione di Ferenc Rajniss, nel marzo 1945.
Dopo la seconda guerra mondiale fu condannato a morte dal Tribunale del popolo di Budapest. 
Fu giustiziato il 12 marzo 1946, insieme a Ferenc Szálasi, Gábor Vajna e Károly Beregfy.